# 蒲島郁夫
蒲島郁夫（1947年1月28日—），日本政治人物、政治學家。生於熊本縣鹿本郡稻田村（現山鹿市）；美國內布拉斯加大學林肯分校農經碩士、哈佛大學約翰·F·甘迺迪政府學院政治學博士。專長於政治過程論、計量政治學。亦為東京大學名譽教授。

## 學經歷
1971年，美國內布拉斯加大學林肯分校大學部入學
1974年，美國內布拉斯加大學林肯分校畜產系學士學位
1977年，美國內布拉斯加大學林肯分校農業經濟系碩士學位
1979年，美國哈佛大學約翰·F·甘迺迪政府學院政治學博士學位，指導教授 Samuel P. Huntington
1980年，日本筑波大學講師
1985年，日本筑波大學助教授
1991年，日本筑波大學教授
1997年，日本東京大學法學部政治科科長
2008年，日本東京大學退休，競選熊本縣知事，正式參政

## 縣知事事蹟
2008年首次當選為熊本縣知事，任內的2011年因應九州新幹線全線通車，有感於熊本縣在日本的知名度低，便設計出熊本熊做為縣代表吉祥物，從此風靡全國。甚至紅到海外。
2012年連任縣知事。
2016年再度連任縣知事。